# Canada Bay, New South Wales
Canada Bay är en förort till Sydney i Australien. Den ligger i kommunen Canada Bay och delstaten New South Wales, i den sydöstra delen av landet, nära centrala Sydney. Antalet invånare är 1 227.
Runt Canada Bay är det i huvudsak tätbebyggt. Genomsnittlig årsnederbörd är 1 380 millimeter. Den regnigaste månaden är februari, med i genomsnitt 200 mm nederbörd, och den torraste är juli, med 36 mm nederbörd.